# Vinterra
Vinterra este o companie producătoare de vinuri din România.
Este un joint-venture româno-olandez în care 71% din capital este deținut de GeoDev BV., în timp ce Nicolae David are un pachet minoritar de acțiuni.
Compania este activă pe piața vinului din anul 2000, și deține o suprafață de 240 de hectare în proprietate.
Producătorul comercializează vinuri sub mărcile Black Peak, Bucur Villa și Hariton.
Vinterra a avut vânzări de 1 milion de euro în anul 2008.